# Țrăncea, Pazardjik
Țrăncea (în bulgară Црънча) este un sat în comuna Pazardjik, regiunea Pazardjik,  Bulgaria. 

## Demografie
Componența etnică a satului Țrăncea
     Bulgari (96,47%)
     Nicio identificare (2,34%)
     Altele (1,17%)
La recensământul din 2011, populația satului Țrăncea era de 1.107 locuitori. Din punct de vedere etnic, majoritatea locuitorilor (96,47%) erau bulgari. Pentru 2,34% din locuitori nu este cunoscută apartenența etnică.